# Ескельдинский сельский округ
Ескельдинский сельский округ (каз. Ескелдi би ауылдық округі) — административная единица в составе Каратальского района Жетысуской области Казахстана. Административный центр — село Ескельды би.
Население — 2978 человек (2009; 2004 в 1999).